# Донець Станіслав Юрійович
Донець Станіслав Юрійович (рос. Станислав Юрьевич Донец; нар. 7 липня 1983) — російський плавець.
Учасник Олімпійських Ігор 2008 року.
Чемпіон світу з водних видів спорту 2008, 2010 років, призер 2012, 2014 років.
Чемпіон Європи з водних видів спорту 2010 року.
Чемпіон Європи з плавання на короткій воді 2007, 2008, 2009, 2010 років, призер 2015 року.